# 래리 패리시
래리 알톤 패리시(Larry Alton Parrish, 1953년 11월 10일 ~ )는 미국의 전 프로 야구 선수이자 감독으로, 3루수, 우익수, 지명 타자로 활약하였다. 15시즌 동안 메이저 리그 베이스볼 (MLB)의 몬트리올 엑스포스, 텍사스 레인저스, 보스턴 레드삭스, 2시즌 동안 일본 프로 야구의 야쿠르트 스왈로스, 한신 타이거스에서 선수로 뛰었다.